# Пальм, Зигфрид
Зигфрид Пальм (нем. Siegfried Palm; 25 апреля 1927, Бармен, в настоящее время в составе Вупперталя — 6 июня 2005, Фрехен) — немецкий виолончелист и музыкальный педагог.

## Биография
С 8 лет начал учиться игре на виолончели с отцом, впоследствии занимался у Энрико Майнарди в Зальцбурге и Люцерне. Как главный виолончелист играл в оркестре Любека (с 1945), симфоническом оркестре Северогерманского радио (с 1947), симфоническом оркестре Кёльнского радио (1962—1967). Выступал в дуэте с пианистом Алоисом Контарским, в трио Макса Росталя. С 1962 года вёл мастер-класс в Кёльнской высшей школе музыки, в 1972—1976 годах возглавлял Школу. С 1962 года преподавал на Международных летних курсах современной музыки в Дармштадте. В 1976—1981 годах — интендант Немецкой оперы в Берлине, в 1982—1988 годах — президент Международного общества современной музыки.
Вёл мастер-классы в высших музыкальных школах разных стран мира (ФРГ, Канада, Швеция, Великобритания, Финляндия, США).

## Репертуар
Исполнял музыку (чаще всего выступая первым исполнителем) крупнейших современных композиторов, многие из которых посвящали ему сочинения. Среди них:
- Дитер Аккер[нем.]
- Кристобаль Альфтер
- Борис Блахер
- Жан-Люк Дарбелле
- Исан Юн
- Маурисио Кагель
- Яннис Ксенакис
- Дьёрдь Лигети
- Кшиштоф Пендерецкий
- Вольфганг Рим
- Джузеппе Синополи
- Ариберт Райман
- Димитрий Терзакис[нем.]
- Грэм Уотерхаус[нем.]
- Мортон Фельдман
- Вольфганг Фортнер
- Йоханнес Фрич[нем.]
- Бернд Алоис Циммерман

## Признание и награды
- Большой крест «За заслуги перед Федеративной Республикой Германия»,
- офицер французского Ордена Искусств и литературы,
- кавалер французского ордена «За заслуги» и др.

## Интересные факты
Исполнил роль Венделя Кречмара в фильме «Доктор Фаустус» (1982) по одноимённому роману Томаса Манна (см.:  Архивная копия от 31 марта 2016 на Wayback Machine).